# Markle
Markle – wieś w Stanach Zjednoczonych, w stanie Indiana, w hrabstwie Wells.